# Silas Garber
Pour les articles homonymes, voir Garber.
Silas Garber, né le 21 septembre 1833 et mort le 12 janvier 1905, est un homme politique républicain américain. Il est le 3e gouverneur du Nebraska entre 1875 et 1879.

## Biographie
Garber naît dans le comté de Logan, en Ohio. Il part dans le comté de Clayton, en Iowa, à l'âge de dix-sept ans et s'installe comme fermier. Il épouse Rosella Dana, et ensuite Lyra C. Wheeler.
Au début de la guerre de Sécession, Garber rejoint le 3rd Missouri Infantry le 3 octobre 1862. Il est transféré plus tard dans la compagnie D du 27th Iowa Infantry, avec une promotion de capitaine le 13 avril 1863. Il quitte le service actif le 8 août 1865. Il quitte le Midwest et part s'installer en Californie où il se lance dans le commerce de bétail.
Garber retourne dans le Midwest en 1870. Il s'installe dans le comté de Webster, au Nebraska, et en 1872, il aménage le site de la ville de Red Cloud. Garber serve en tant que juge de probation du comté de Webster, et en 1872, il est élu à la chambre des représentants du Nebraska. En 1873, il tient le registre du bureau des terres des États-Unis à Lincoln. Il obtient la nomination républicaine, et en 1874, Garber devient le quatrième (troisième élu) gouverneur du Nebraska. Il siège au bureau des régents de l'université du Nebraska de 1875 à 1876. Après sa réélection et son second mandat, Garber retourne à Red Cloud.
Silas Garber meurt à Red Cloud, au Nebraska, au terme d'une longue maladie. Il est inhumé dans le cimetière de Red Cloud au Nebraska.

## Sources
- (en) Cet article est partiellement ou en totalité issu de l’article de Wikipédia en anglais intitulé « Silas Garber » (voir la liste des auteurs).